# Popina Blasova
Popina Blasova este o stâncă de 43 m înălțime – monument al naturii de interes județean, situat în Balta Brăilei la vest de Brațul Măcin și la nord vest de satul Turcoaia în dreptul cetății Troesmis. A fost declarată arie protejată prin Hotărârea Consiliului Județean Brăila 20/1994.

## Caracteristici
Are o suprafață de 2,3 hectare. Aici regăsim o floră de stâncării, similară celei din masivul Munților Măcinului. Caracteristicile solului generate de compoziția minerală a stâncii, au făcut ca pe flancul nordic să supraviețiască 2 specii endemice, o specie de clopoțel albastru (Camapanula rotundifolia L., spp. Romanica Săvulescu Hayek) și una de coada șoricelului cu flori galbene (Achillea coarctata).

## Origine
Se constituie într-un martor de eroziune din carboniferul inferior, din gresii paleozoice - formațiunea de Carapelit. Existența acestui inselberg dovedește continuarea pedimentelor periferice Munților Măcinului și sub aluviunile Dunării, care au îngropat sub ele baza dealurilor Dobrogei de Nord.
Termenul de popină provine de la numele dat unor ridicături de teren (gorgane, movile sau platouri) formate în lunca unor ape curgătoare.
Există și o legendă din zona Măcinului, în ceea ce o privește. Se povestește astfel că un tânăr uriaș din Brăila s-a îndrăgostit de o fată de uriași din Iglița (acum Turcoaia), dar cererea în căsătorie i-a fost refuzată. Înfuriat, acesta după ce a rupt o stâncă din Dealul Orliga de lângă Măcin, a aruncat-o spre uriașii din Iglița, aceasta fiind de fapt actuala Popina Blasova. Ca răspuns, fata a rupt și ea o stancă din Iacobdeal și a aruncat-o spre flăcau, aceasta căzând între Măcin și Smârdan, în locul numit acum Piatra Fetei (tot o popină – aflată la 5 km vest de Măcin, actual încorporată în dig).